# Gare du Nord (métro de Paris)
Pour les articles homonymes, voir Gare du Nord.
Gare du Nord est une station des lignes 4 et 5 du métro de Paris, située dans le 10e arrondissement de Paris. Avec 51,1 millions de voyageurs entrants en 2019, elle est la station la plus fréquentée du réseau.

## Situation
La station de la ligne 4 est située sous la rue de Dunkerque tandis que la station de la ligne 5 est située sous la rue du Faubourg-Saint-Denis.

## Histoire
La station est mise en service le 15 novembre 1907 lors du prolongement de la ligne 5 à la gare de Paris-Nord ; le terminus originel est en boucle.
Le 21 avril 1908, la station de la ligne 4 est ouverte en même temps que le premier tronçon de la ligne.
Le 5 octobre 1942, la boucle de la ligne 5 est abandonnée et transformée en centre de formation (USFRT), au profit d'une nouvelle station classique prémices du prolongement de la ligne 5 à Église de Pantin le 12 octobre suivant, la station devenant une station de passage.
Le 10 décembre 1981, la gare SNCF souterraine, accueillant le RER B puis le RER D, est mise en service, puis le 14 juillet 1999 c'est au tour de la gare de Magenta sur le RER E d'être mise en service. La station de métro est reliée à ces deux gares par des passages souterrains.
La station porte le nom de la gare du Nord, gare du réseau SNCF en dessous de laquelle elle est située. Celle-ci tire elle-même son nom du fait qu'elle permet de se rendre dans le Nord de la France. Elle fut d'ailleurs exploitée jusqu'en 1938 par la bien nommée compagnie des chemins de fer du Nord.
Les quais de la ligne 4 possèdent toujours aujourd'hui un cloître surélevé avec charpente métallique et avaient, jusqu'au milieu des années 1960, une longueur de 75 m. Quand le métro sur pneumatiques fit son apparition sur la ligne 4 en 1967, date à laquelle les derniers Sprague furent retirés de la ligne, il fallut auparavant modifier la station pour accueillir des trains de 90 m. Les escaliers du cloître, qui partaient de la tête de quai de l'époque en direction de Porte d'Orléans et s'arrêtaient à la fin de la voûte elliptique, furent démontés en laissant en place la passerelle en béton pour le passage au-dessus des voies. Les quais furent rallongés en dessous du cloître, jusqu'à la longueur nécessaire de 90 mètres pour les trains sur pneus, mais avec création nécessaire d'un couloir de circulation à la place des anciens escaliers.
Le style « Motte » est appliqué à la fin des années 1970 avec, sur la ligne 4, un carrelage plat, blanc, aligné d'une façon inhabituelle dans le métro, en colonne et non semi-décalé comme habituellement (le même cas se rencontre dans la station Père Lachaise sur la ligne 2 ainsi qu'à La Motte-Picquet - Grenelle dans la demi-station commune aux lignes 8 et 10). Sont ajoutés l'éclairage, des bancs de pierre, des sièges verts et une frise de carrelage plat vert un peu partout, mis en valeur au niveau du cloître.
En 2019, selon les estimations de la RATP, 51,1 millions de voyageurs sont entrés dans cette station ce qui la place à la première position des stations de métro pour sa fréquentation sur 302,.
En 2020, avec la crise du Covid-19, 25 381 876 voyageurs sont entrés dans cette station ce qui la place à la seconde position des stations de métro pour sa fréquentation.
En 2021, la fréquentation remonte progressivement, avec 34 503 097 voyageurs qui sont entrés dans cette station ce qui la place de nouveau à la première position des stations de métro pour sa fréquentation.

## Services aux voyageurs

### Accès
L'accès à la station dessiné en 1900 par l'architecte Hector Guimard pour la Compagnie générale du Métropolitain de Paris est inscrit monument historique depuis le 29 mai 1978.
Il fait partie d'un des cinq accès :
- l'accès no 1 « Rue du Faubourg Saint-Denis » ;
- l'accès no 2 « Rue de Saint-Quentin » ;
- l'accès no 3 « Rue de Dunkerque » ;
- l'accès no 4 « Boulevard de Denain » ;
- l'accès « Gare Routière ».

Accès à la station
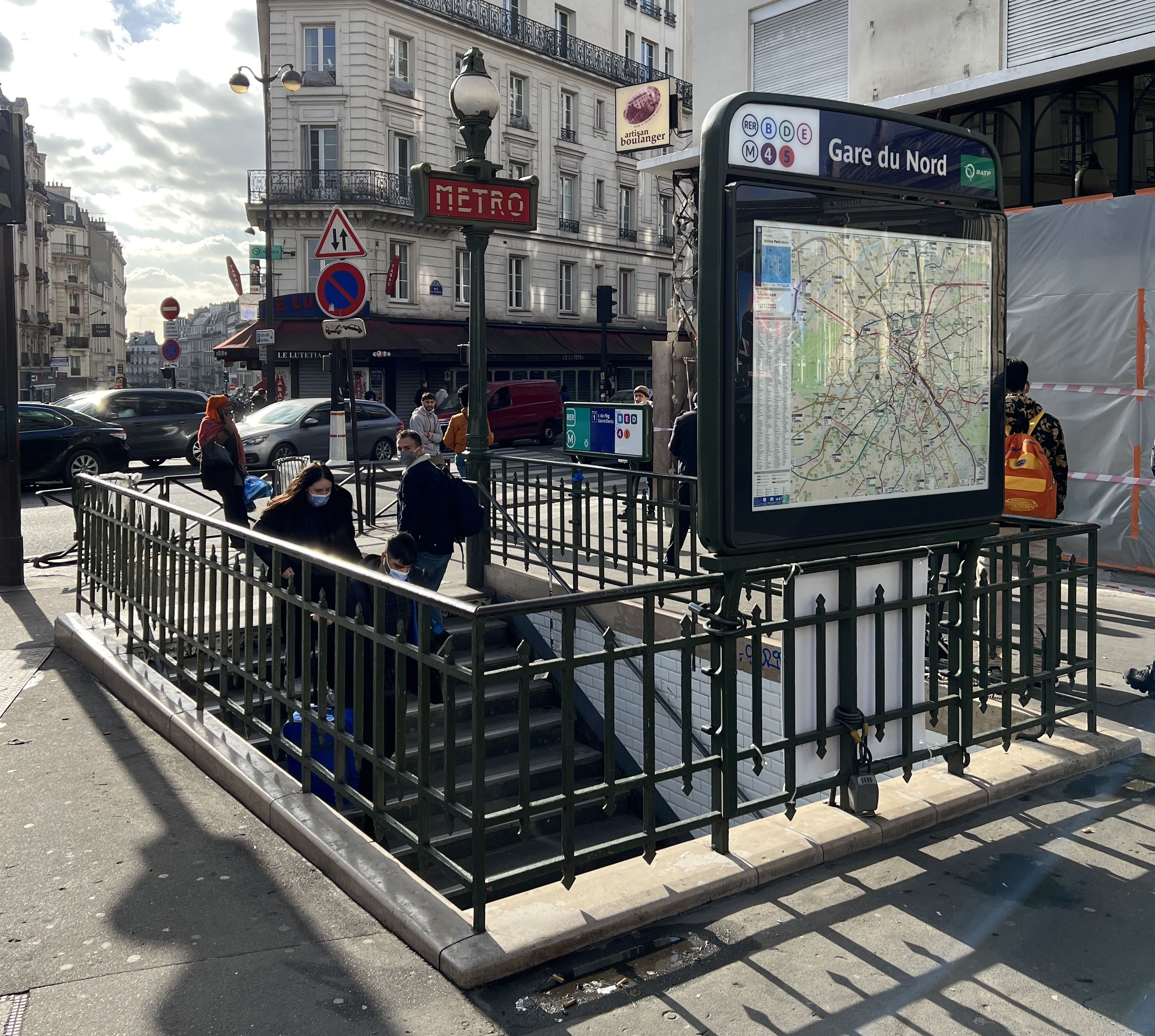
L'accès no 1 « Rue du Faubourg Saint-Denis ».
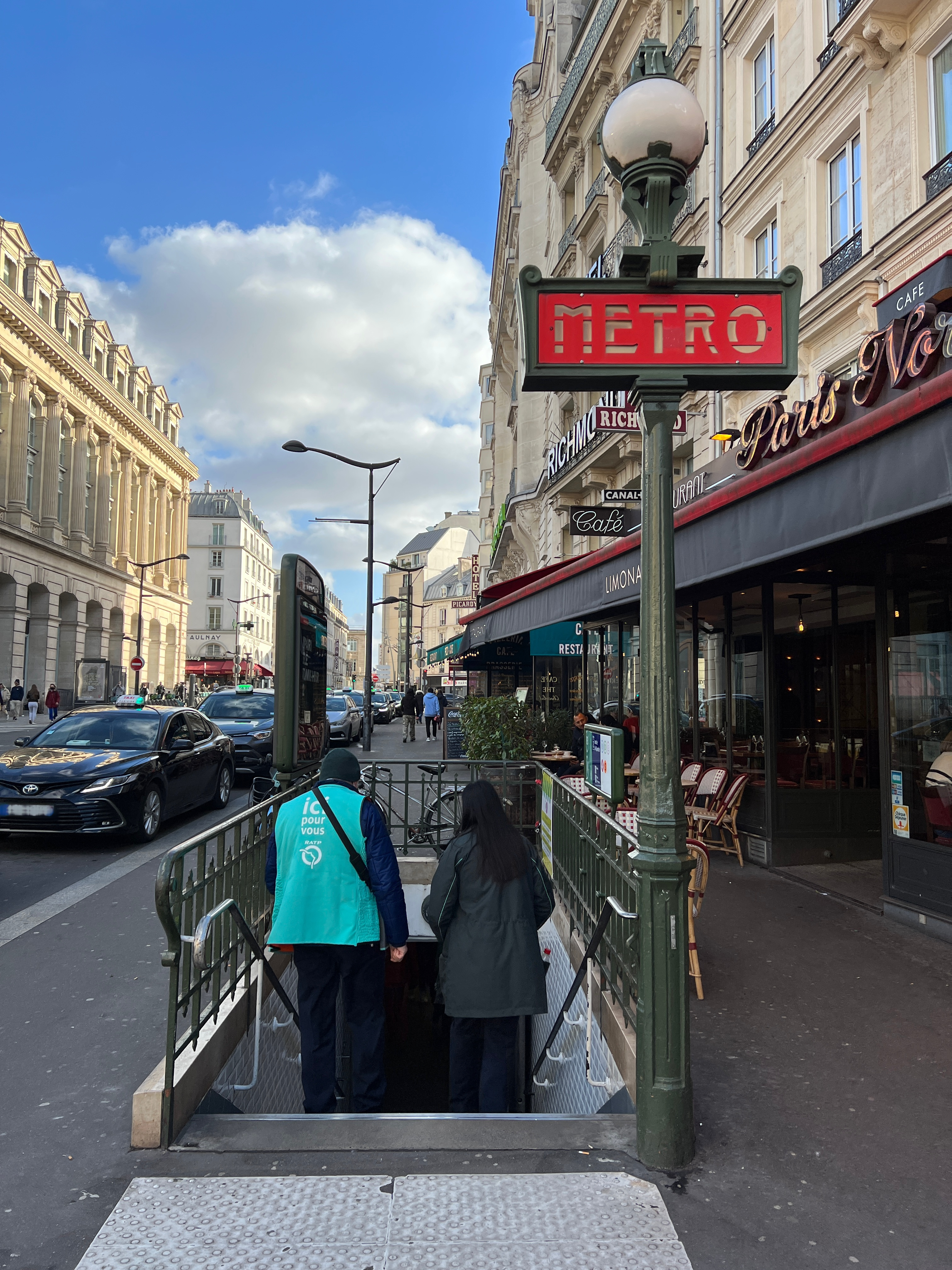
L'accès no 2 « Rue de Saint-Quentin ».
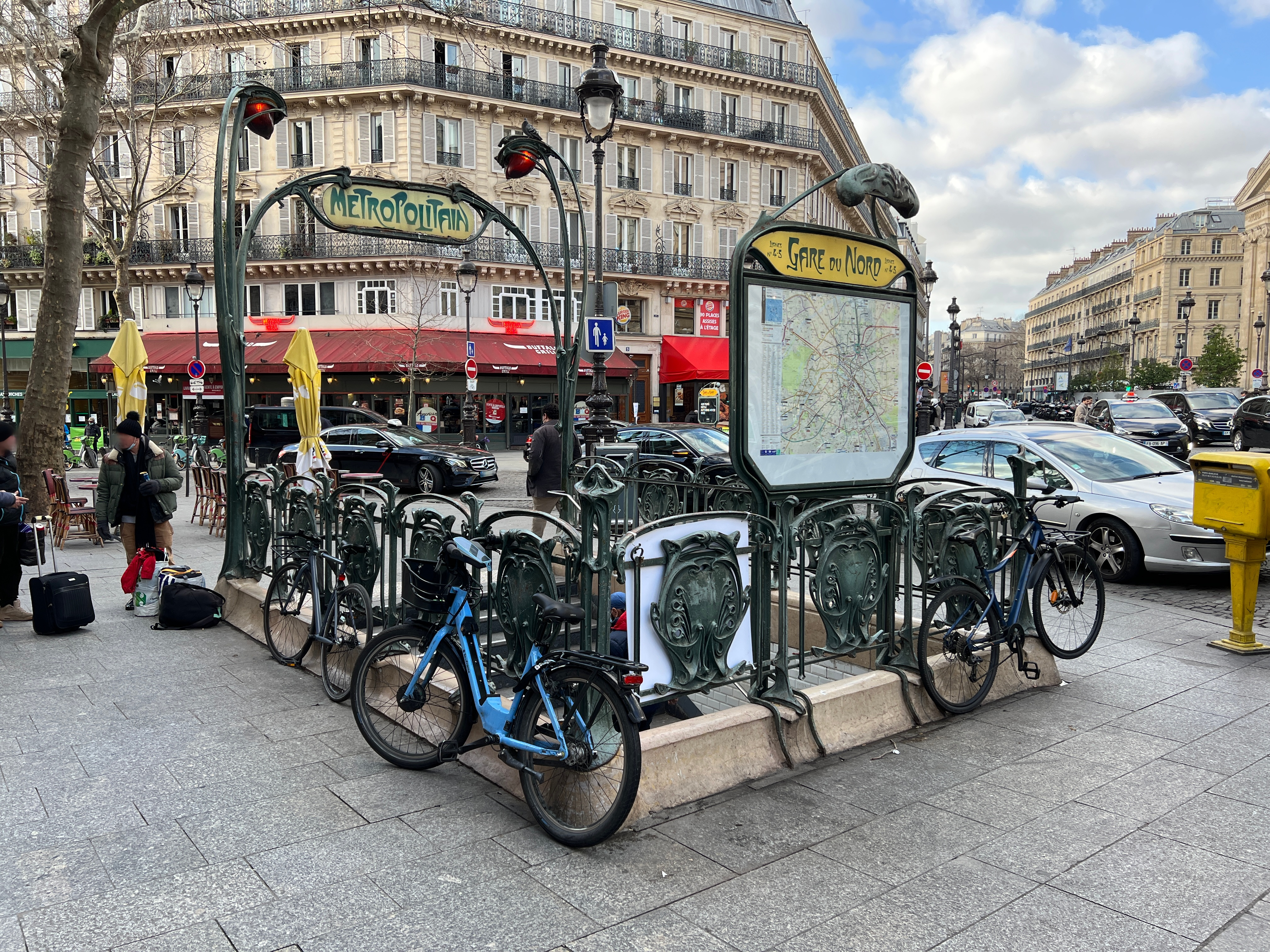
L'accès no 3 « Rue de Dunkerque ».
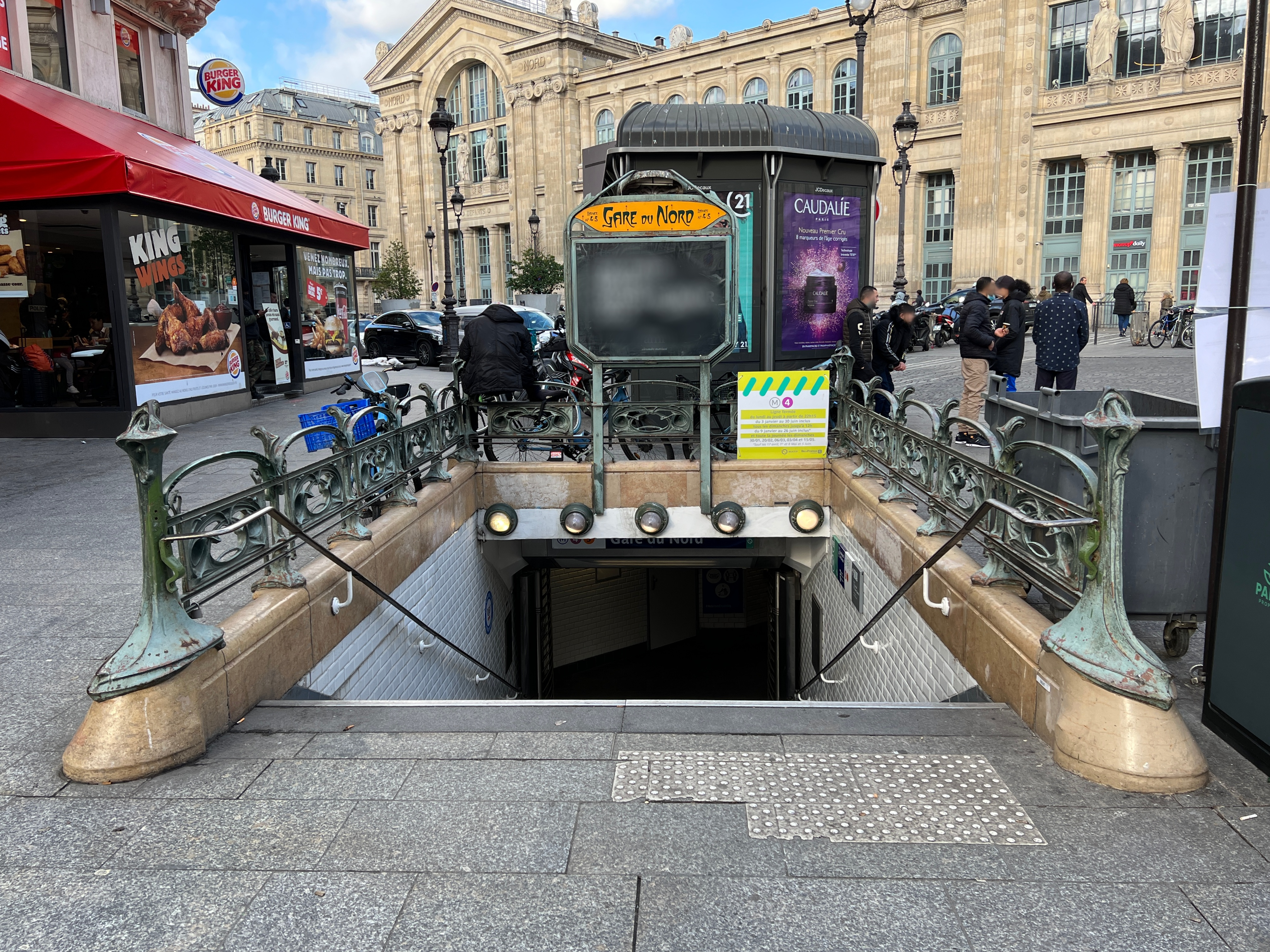
L'accès no 4 « Boulevard de Denain ».
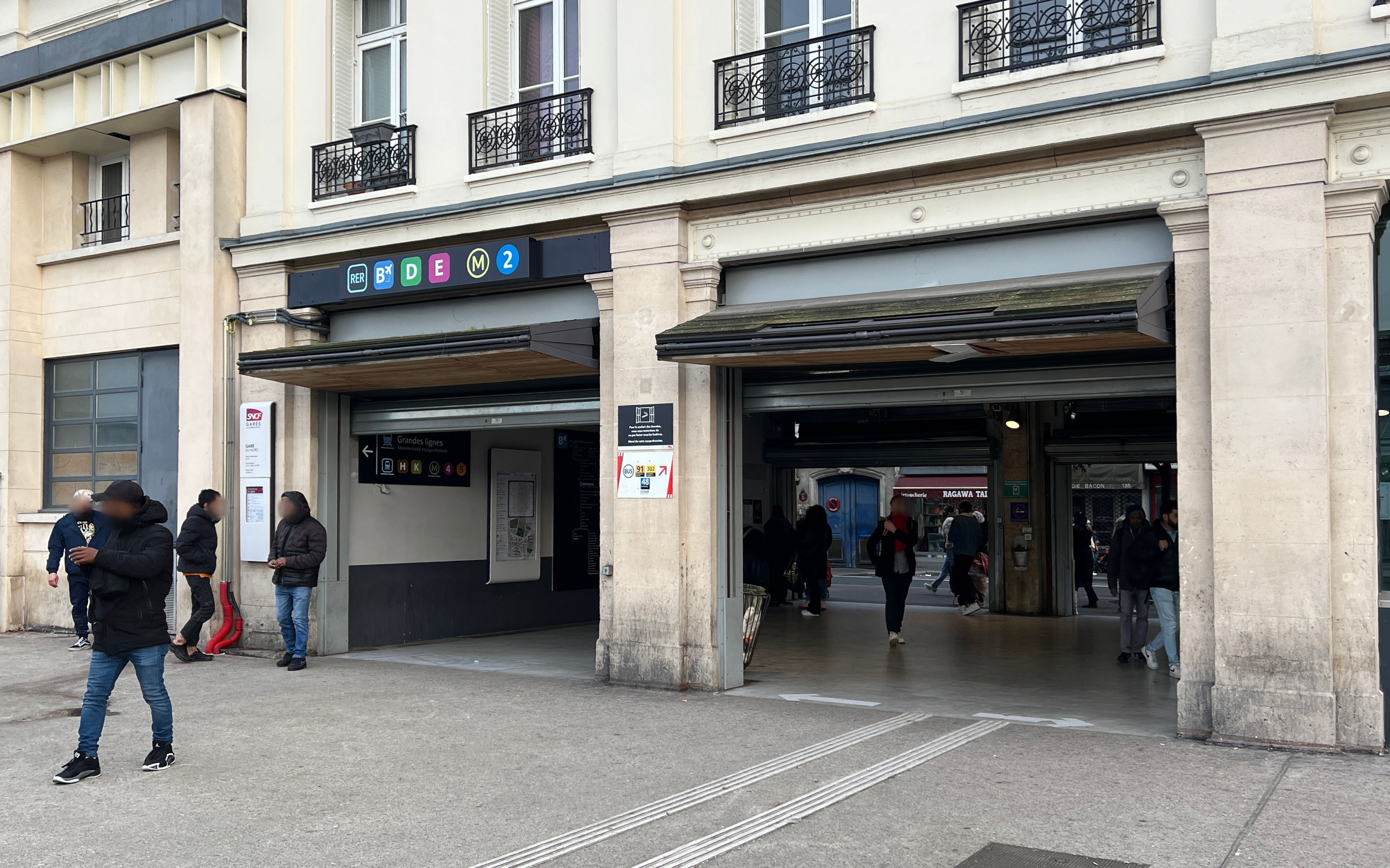
L'accès « Gare Routière ».

### Quais
Les stations des deux lignes sont de configuration standard : elles comprennent deux quais encadrant deux voies sous une voûte elliptique. Cependant, la station de la ligne 4 possède en plus une extension réalisée ultérieurement, reconnaissable à son plafond bien plus haut et sa mezzanine.
Dans le cadre de l'automatisation de la ligne 4, ses quais ont été rehaussés du 12 mars au 21 juin 2018 afin de recevoir des portes palières. Ces dernières sont installées entre septembre et octobre 2019. Le nom de la station est indiqué sur des plaques émaillées depuis fin 2021.
Les quais de la ligne 5 sont décorées dans le style « Andreu-Motte » : les aménagements sont orange, mais les carreaux sont blancs et biseautés. Les cadres publicitaires sont métalliques et le nom de la station est indiqué sur des plaques émaillées, en lettres capitales.

Galerie de photographies
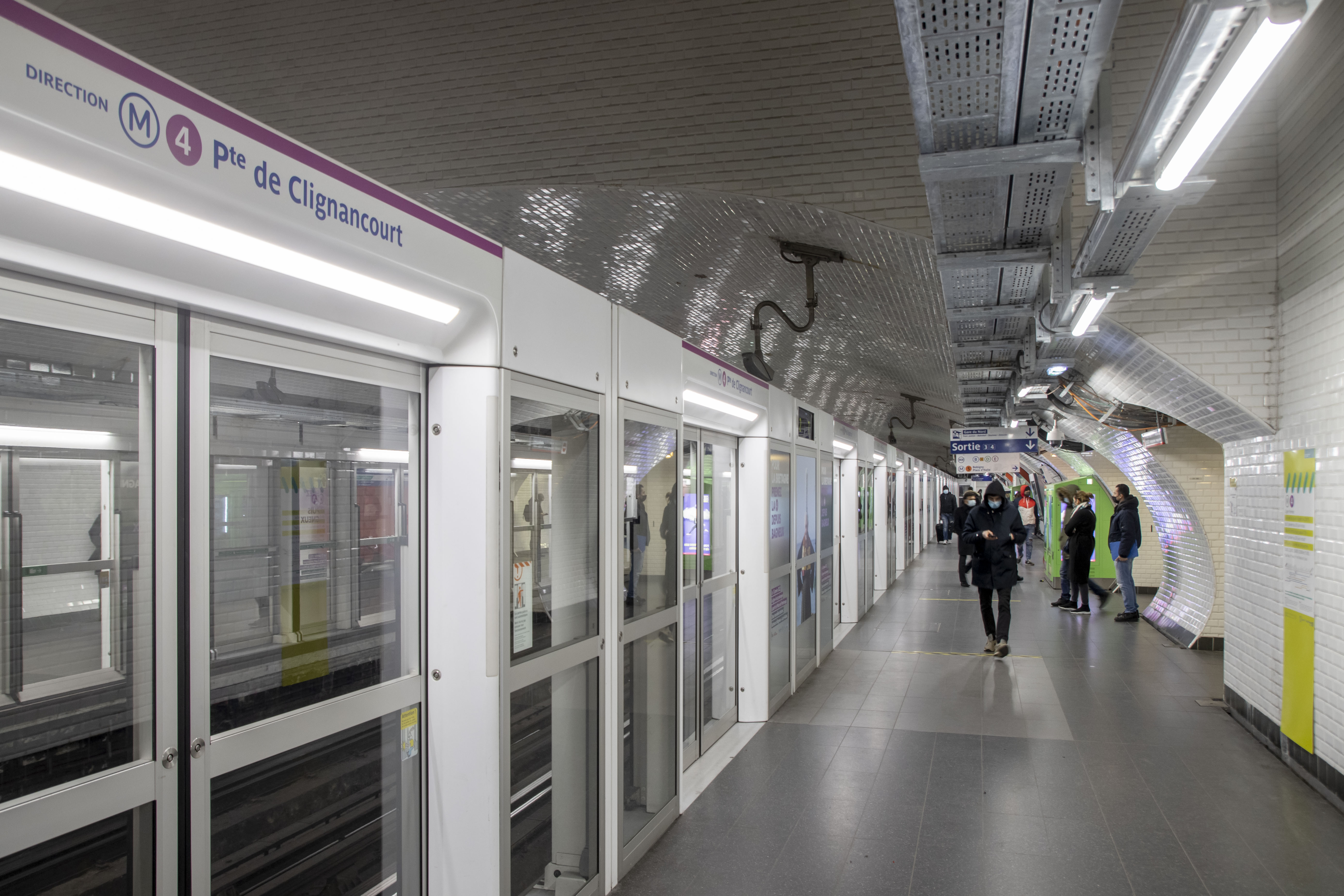
Les quais de la ligne 4 à la suite de l'installation des portes palières.
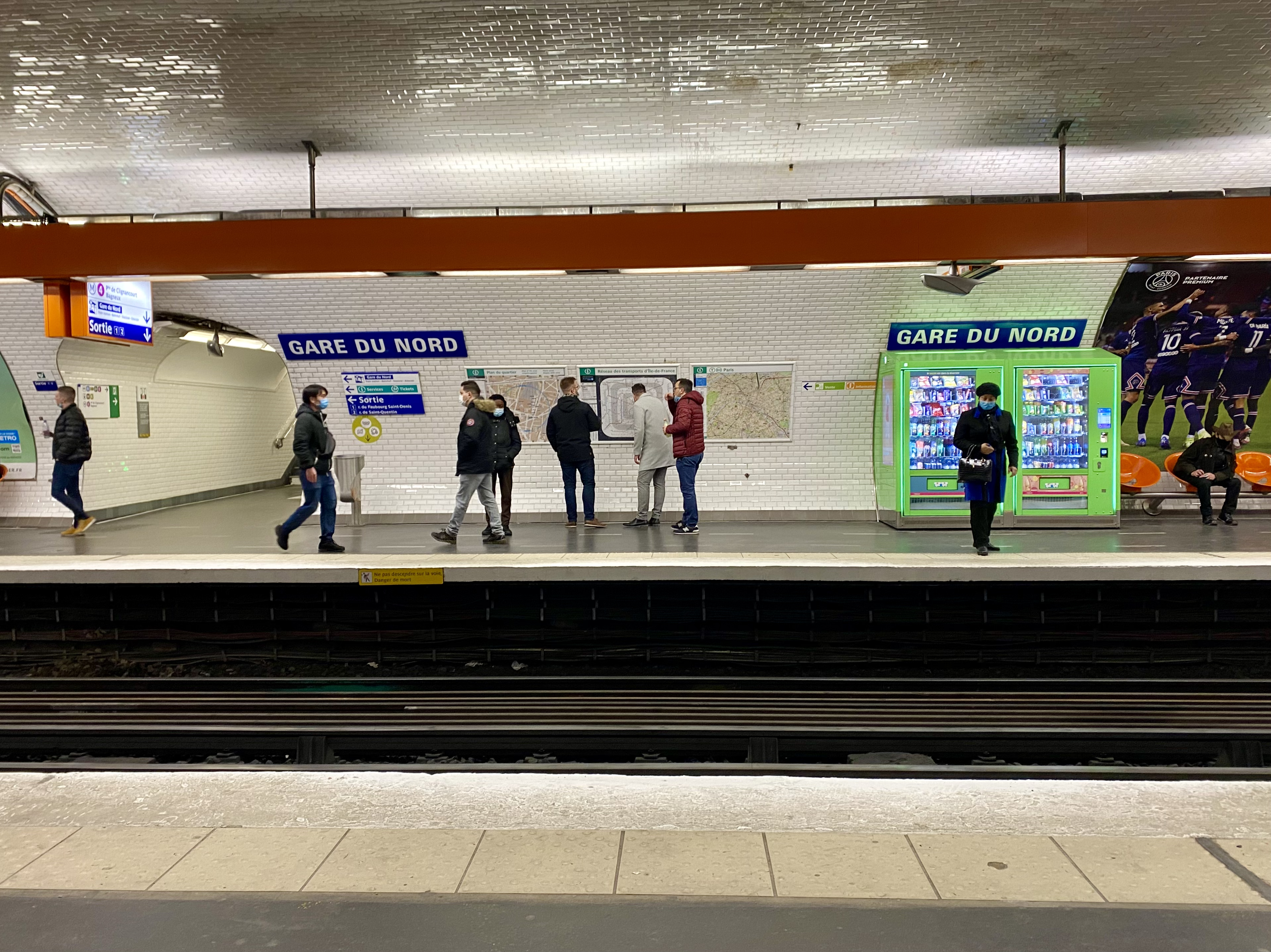
Les quais de la ligne 5 en mars 2022.

### Intermodalité
Depuis la station, il est possible, grâce à des liaisons souterraines, de rejoindre les RER B et D, la gare de Magenta du RER E ainsi que la station La Chapelle de la ligne 2.
La station est desservie par les lignes 26, 31, 35, 38, 39, 43, 45, 48, 54, 56, 91 et 302 du réseau de bus RATP et, la nuit, par les lignes N01, N02, N14, N43, N44, N140, N143 et N147 du réseau Noctilien.
Une liaison souterraine entre la gare du Nord et la gare de l'Est est prévue pour 2028.

Galerie de photographies
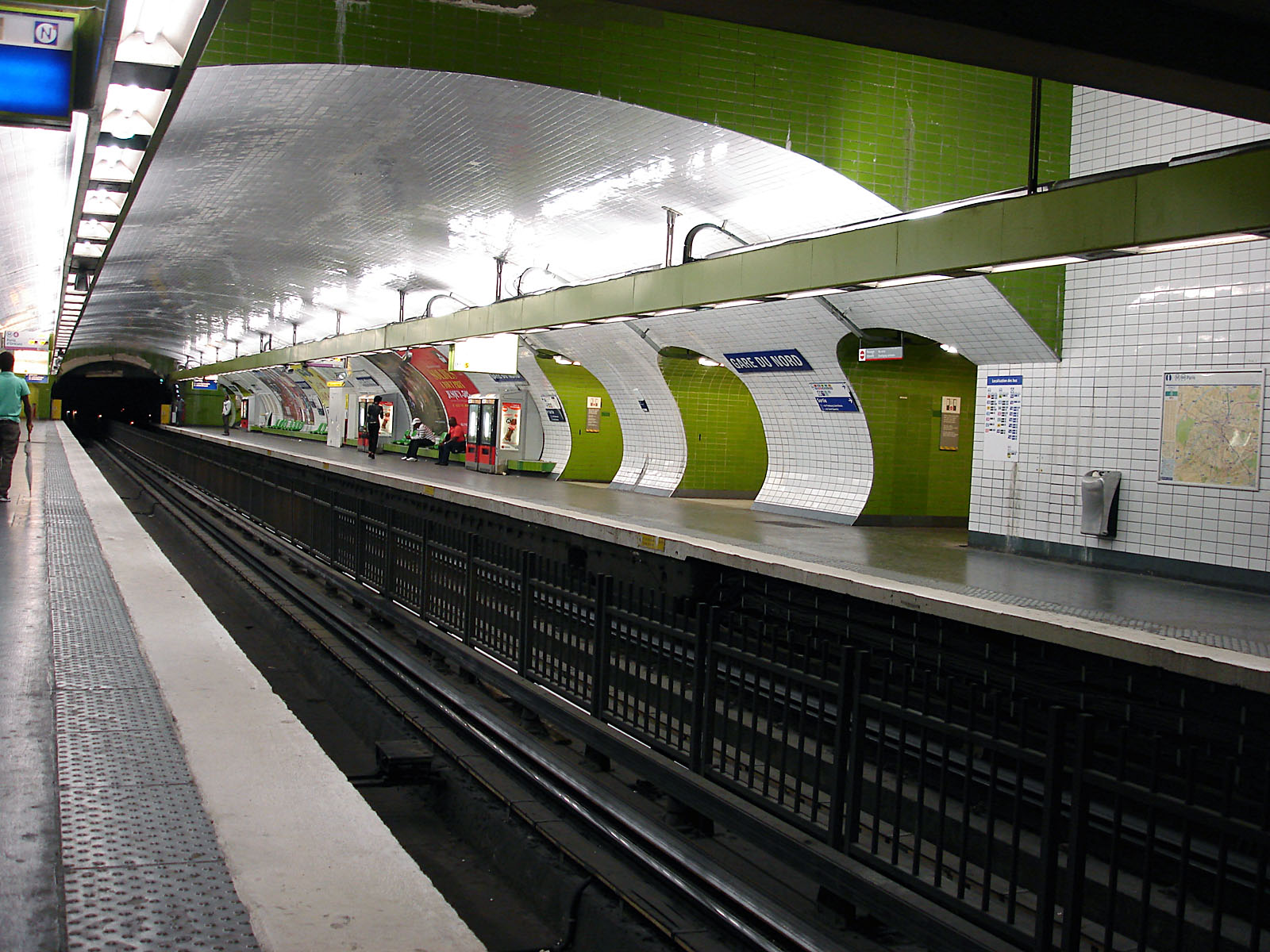
Les quais de la ligne 4 en 2009.
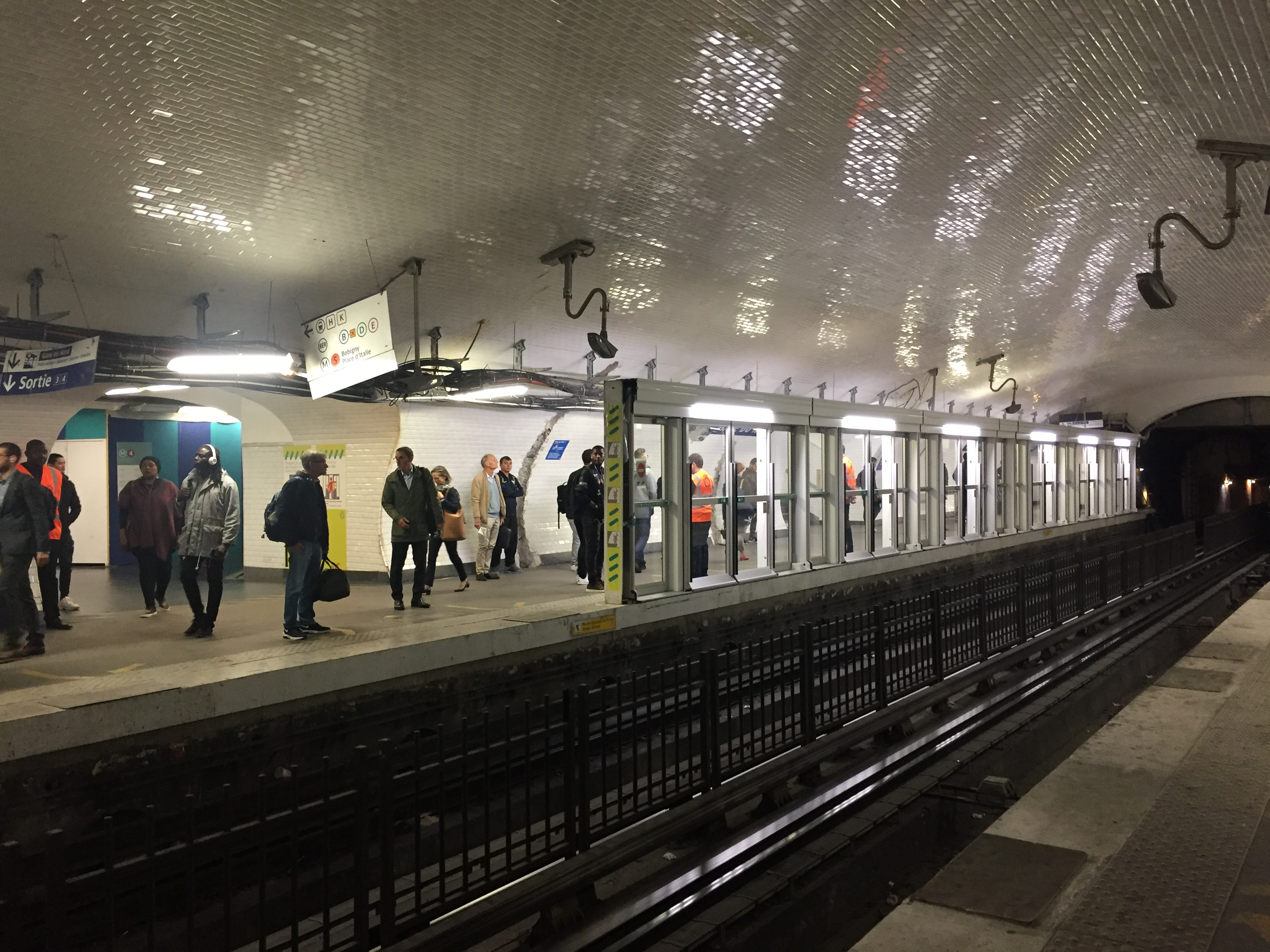
Portes palières en cours d'installation sur la ligne 4 en 2019.
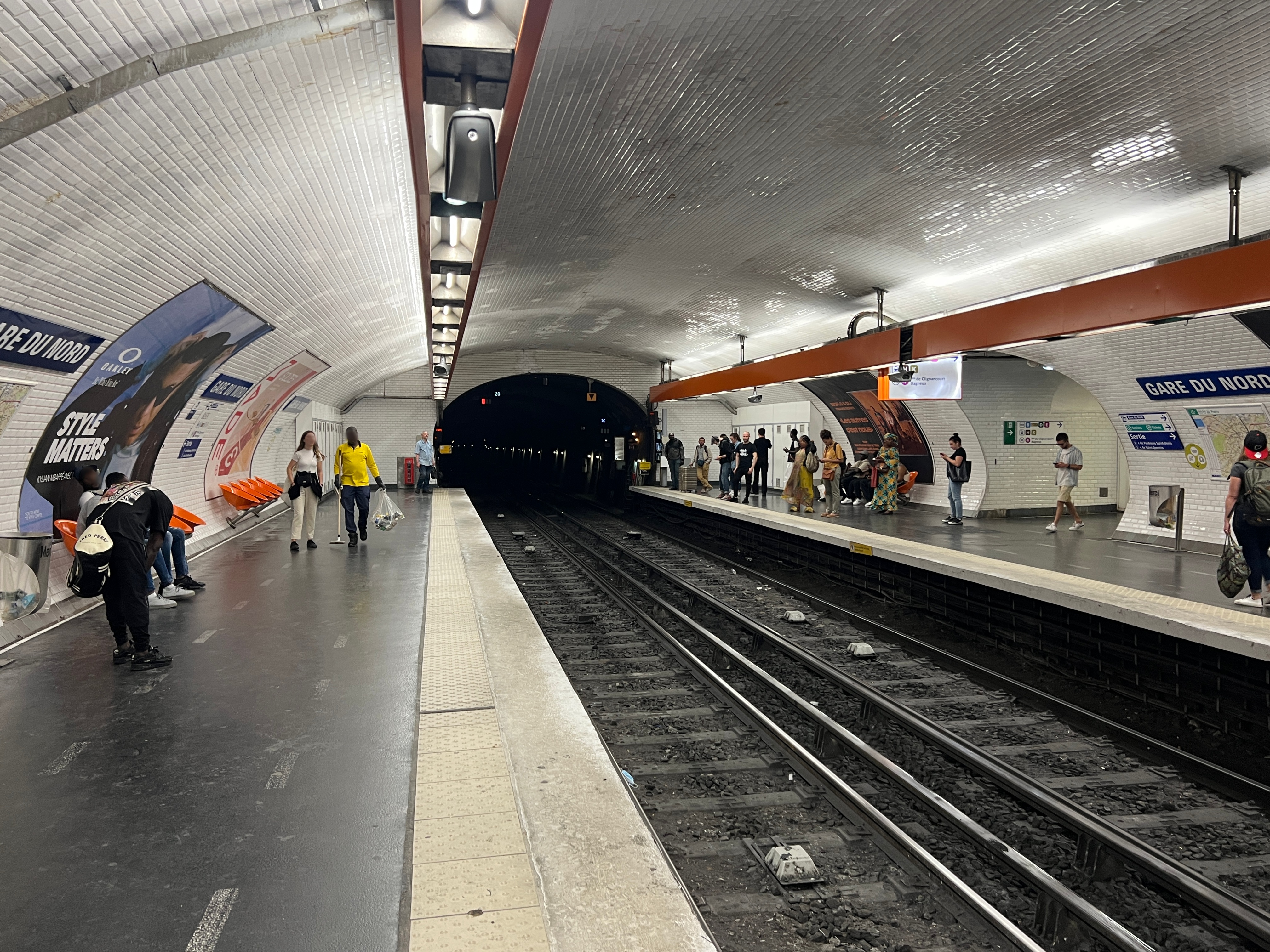
Les quais de la ligne 5.
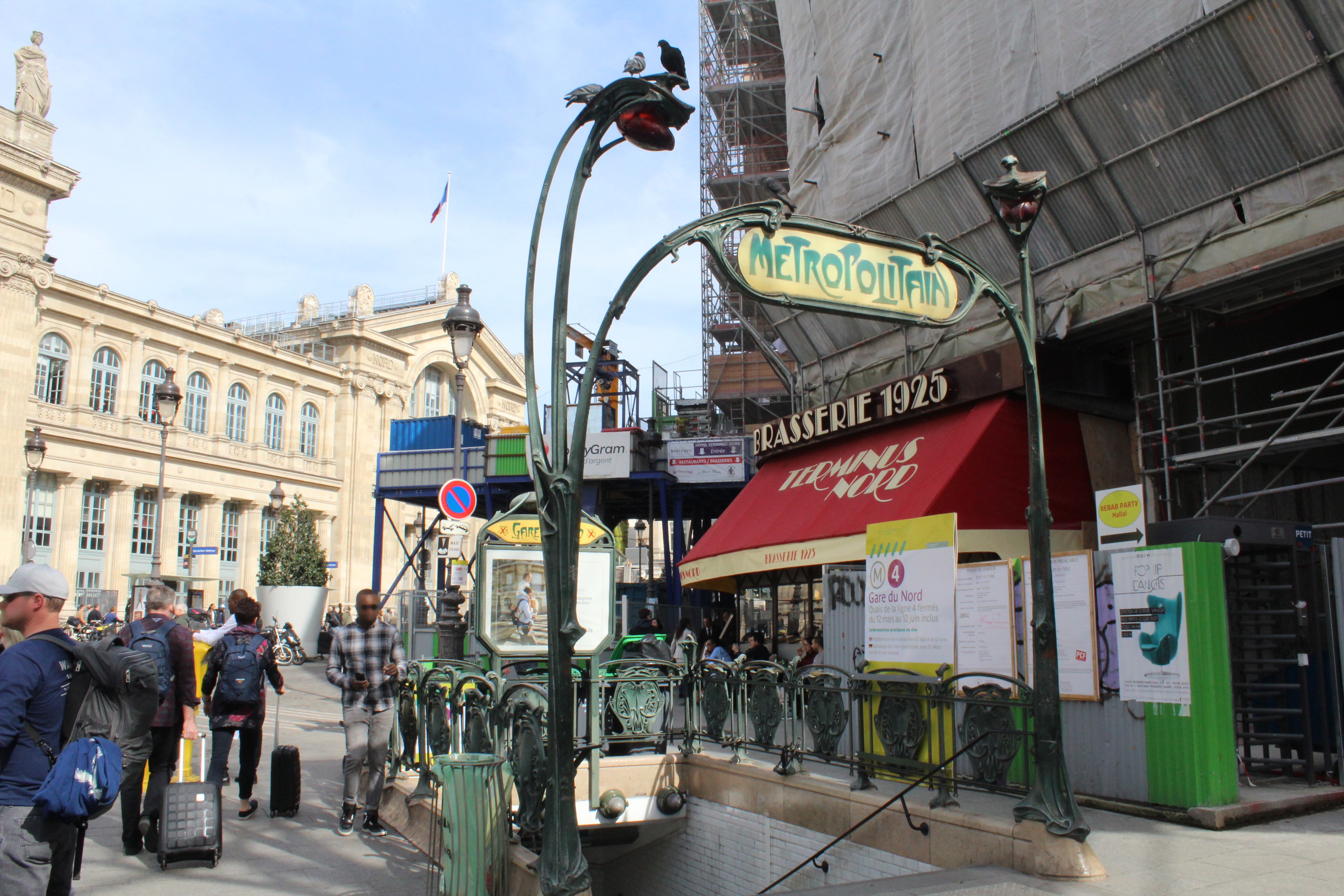
Édicule Guimard d'un accès de la station.
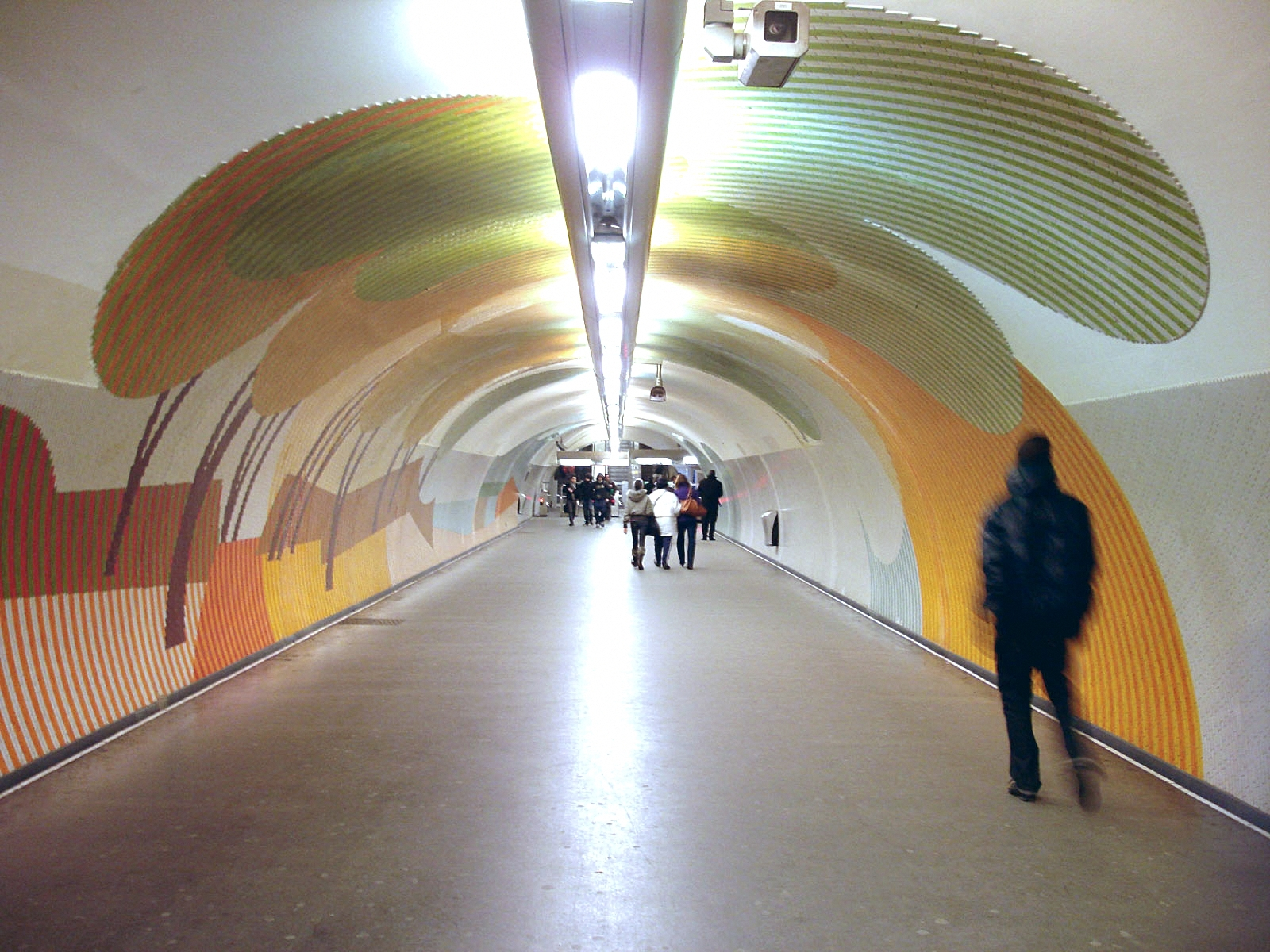
Couloir de liaison avec la station La Chapelle.

## À proximité
- Gare de Paris-Nord
- Lycée Lamartine
- Église Saint-Vincent-de-Paul